# Justin Berfield
Justin Tyler Berfield, född 25 februari 1986, är en amerikansk skådespelare, författare och film- och TV-producent.
Berfield är mest känd för sin skildring som Malcolms andra äldre bror, Reese, i Malcolm in the Middle. Han medverkade också på The WB sitcom Unhappily Ever After som Ross Malloy.